# مجمع جهانی تقریب مذاهب اسلامی
| مجمع جهانی تقریب مذاهب اسلامی      | مجمع جهانی تقریب مذاهب اسلامی                                                                                                |
| ---------------------------------- | --- |
|                                    | |
| بنیانگذار                          | سید علی خامنه‌ای |
| دبیرکل                             | حمید شهریاری |
| شعار                               | وَاعْتَصِمُواْ بِحَبْلِ اللّهِ جَمِیعًا وَلاَ تَفَرَّقُواْ                                                                                          |
| هدف                                | تقریب مذاهب اسلامی |
| تأسیس                              | ۱۳۶۹ |
| دفتر مرکزی                         | تهران، ایران |
| حوزهٔ قدرت                          | جهان اسلام |
| زبان‌های رسمی                       | فارسی، عربی، زبان انگلیسی |
| ناحیه فعالیت                       | تقریب مذاهب اسلامی، برگزاری همایشهای ملی و بین‌المللی با هدف نزدیکی بین مذاهب اسلامی                                          |
| قائم مقام دبیرکل مجمع              | سید موسی موسوی قهدریجانی |
| معاون امور اجرایی و برنامه‌ریزی     | مهدی آقا محمد |
| معاون امور راهبردی، دولت و مجلس    | |
| معاون امور بین‌الملل                | سید محمد رضا مرتضوی |
| معاون امور فرهنگی و اجتماعی        | اسماعیل نوری |
| سرپرست پژوهشگاه مطالعات تقریبی     | علی‌اکبر راشدی‌نیا |
| معاون امور ایران                   | محسن مسچی |
|                                    | |
| مدیرکل روابط عمومی                 | سید حسن موسوی |
| سازمان‌های زیردست                   | دانشگاه مذاهب اسلامی اتحادیه‌های تقریب نهاد خبرگزاری تقریب(TNA) پژوهشگاه مطالعات تقریبی کمیته مساعی حمیده جمعیت‌های تقریب نهاد |
| جمعیت مسلمانان در جهان تا سال ۲۰۱۴ | |
| وب‌گاه                              | http://www.taghrib.com/ |

مجمع جهانی تقریب مذاهب اسلامی  در سال ۱۳۶۹ هجری شمسی با هدف بهبود روابط اسلامی تشکیل شد. محمد واعظ‌زاده خراسانی اولین دبیرکل این مجمع توسط سید علی خامنه‌ای رهبر ایران منصوب شد. دبیرکل کنونی مجمع حمید شهریاری است. هزینه‌های این مجمع از بودجه ملی ایران تأمین می‌شود. بودجه مجمع جهانی تقریب مذاهب اسلامی و دانشگاه زیر مجموعه آن ۵۱ میلیارد و ۵۰۰ میلیون تومان بوده‌است.

## ریشه تقریب مذاهب اسلامی
تقریب مذاهب اسلامی، اصطلاحی است مربوط به دوران معاصر به معنای تلاش علمای اسلام برای نزدیک کردن و رفع اختلافات پیروان مذاهب اسلامی به ویژه شیعیان و اهل سنت.
سیدجمال الدین اسدآبادی در اوایل سده چهاردهم، موضوع اتحاد اسلام را در مجله عربی زبان عروة الوثقی، با استفاده از حمایت مسئولان کشورهای اسلامی تشریح می‌کرد.
در ۱۳۱۷ ش، محمدتقی قمی از ایران به مصر مهاجرت کرد و در قاهره «دارالتقریب بین المذاهب الاسلامیة» را تشکیل داد. مهم‌ترین دستاورد دارالتقریب پی ریزی راه‌های عملی اتحاد مسلمانان بود و محل گردهمایی علمای شیعه و سنّی شد. صدور فتوای محمود شلتوت در هفدهم ربیع‌الاول ۱۳۷۸ق، مبنی بر جواز پیروی از مذهب شیعه امامیه همانند چهار مذهب فقهی اهل سنّت، بزرگ‌ترین اقدام عملی در راه تقریب به‌شمار می‌آید.
در ۱۳۶۹ شمسی، به ابتکار سید علی خامنه‌ای رهبر ایران «مجمع تقریب بین مذاهب اسلامی» تأسیس شد. این مجمع عهده‌دار تلاش‌های تقریبی در جهان اسلام است و همه ساله با شرکت اندیشمندان اسلامی، در ایران یا دیگر کشورهای اسلامی همایش‌های وحدت برگزار می‌کند.

## مفاهیم کلیدی تقریب مذاهب اسلامی

### تعریف واژه تقریب
در کتاب‌های لغت آمده‌است قرُب الشیٔ یقرُبُ قرباً و قرباناً، نزدیک شده و آن چیز نزدیک است. قرب (نزدیکی) عکس بُعد (دوری) است و تقارب (نزدیک شدن به یکدیکر) ضد تباعد (دوری جستن از یکدیگر) است.
در اصطلاح، تقریب مذاهب اسلامی کوششی برای تحکیم روابط میان پیروان این مذاهب از راه درک اختلاف‌های موجود میان خود و زدودن پیامدهای منفی این اختلافات و نه اصل اختلاف هاست.

### تعریف واژه وحدت اسلامی
وحدت اسلامی عبارت است از همکاری پیروان مذاهب اسلامی بر اساس اصول  مشترک و اتخاذ موضع واحد برای تحقق اهداف و مصالح امت اسلامی و موضع‌گیری واحد در برابر دشمنان اسلام. دستیابی به وحدت اسلامی منتهی به همکاری دولت‌ها و ملت‌های اسلامی در عرصه‌های دینی، فرهنگی، اقتصادی و سیاسی خواهد شد.

### تعریف واژه مذاهب اسلامی
مقصود از مذاهب اسلامی آن دسته از مکاتب فقهی معروف اسلامی هستند که دارای نظام اجتهادی منسجم و مستند به کتاب و سنت می‌باشد. از نظر مجمع جهانی تقریب مذاهب اسلامی این مذاهب فقهی به رسمیت شناخته شده عبارتند از: مذهب حنفی، شافعی، مالکی و حنبلی از اهل سنت ومذهب اثنی عشری و زیدیه از شیعه؛ و مذهب اباضیه (البته مذاهبی هستند که یا پیرو ندارند یا یکی از مذاهب مذکور، مندرج می‌باشند یا به شکل آرای فردی که مقید به مذهب معینی نیستند عمل می‌کنند).

### مبانی تقریب
حرکت تقریب بین مذاهب بر مبانی و اصولی کلی استوار است که مهم‌ترین آن‌ها عبارت است از:
1. قرآن و سنت نبوی دو منبع اساسی برای شریعت اسلام هستند و تمام مذاهب اسلامی در این دو اصل مشترک‌اند و حجیت سایر منابع در گرو استناد به این دو منبع اصلی است.
2. ایمان به اصول و ارکان زیر ملاک اسلامیت است:

- ایمان به وحدانیت خداوند تعالی (توحید)
- ایمان به نبوت و خاتمیت محمد و سنت پیامبر به عنوان یکی از منابع اصلی دین
- ایمان به قرآن  و مفاهیم و احکام آن به عنوان اولین منبع دین اسلام
- ایمان به معاد
- عدم انکار ضروریات دین و تسلیم شدن به ارکان اسلام مثل نماز، زکات، روزه، حج، جهاد و…

1. مشروعیت اجتهاد و آزادی بحث: اسلام با به رسمیت شناختن اجتهاد در چارچوب منابع اصلی اسلامی اختلافات فکری را پذیرفته‌است. مسلمانان باید اختلافات اجتهادی را امری طبیعی قلمداد کنند و به رأی دیگران احترام بگذارند.
2. وحدت اسلامی یکی از ویژگی‌های امت اسلامی در قرآن  و از اصول بسیار مهم آن است. این اصل در موارد تزاحم با اصول دارای اهمیت کم تر بر آنان مقدم می‌شود.
3. اصل برادری اسلامی مبنایی کلی برای تعامل بین مسلمانان است.[۷]

## زمینه‌های تقریب در بین مسلمانان
زمینه‌های تقریب مذاهب اسلامی، تمام ابعاد زندگی پیروان این مذاهب در بر میگیرد. ازآن جمله است: (اعتقادات، فقه و قواعد آن، اخلاق و فرهنگ اسلامی، تاریخ، موضع گیری‌های سیاسی امت اسلامی).
با توجه به زمینه‌های وحدت در اصول اعتقادی مسلمانان همچون اعتقاد به توحید، نبوت، معاد، نماز، روزه، دارا بودن قبله و کتاب واحد و بسیاری از اصول دیگر دینی و نیز سنّت پیامبر و روش ائمة شیعه در دعوت به اتحاد و سفارش به پرهیز از جدال و اختلاف با برادران دینی، و توجه و هشیاری علما و سیاستمداران کشورهای اسلامی به ضرورت این امر، می‌توان امیدوار بود که این اندیشه به بار بنشیند و از تفرقه و اختلاف کشورهای اسلامی بکاهد.
ترویج فرهنگ و اخلاق تقریب، محور قراردادن قرآن به عنوان متنی قطعی و مسلّم برای همه مسلمانان، جداکردن مواضع سیاسی و فکری از احکام فقهی و نیز جداکردن احکام فقهی از مواضع اعتقادی، گسترش و تعمیق مباحثات فقهی و کلامی و تفسیری و حدیثی، همراه با تضارب آرا و افکار در محیطی آرام و به دور از تشنجات حاصل از دخالت مغرضان، در تحقق تقریب بین مذاهب اسلامی تأثیر بسیار دارد.

## بیانیه مجمع
مجمع جهانی تقریب مذاهب اسلامی، مؤسسه ای اسلامی مردم نهاد، علمی، فرهنگی، بین‌المللی، و دارای شخصیت حقوقی مستقل، غیر دولتی و غیر انتفاعی است که به منظور سیاستگذاری، برنامه‌ریزی و فعالیت برای تقریب میان پیروان مذاهب اسلامی ایجاد شده‌است. مجمع التقریب، تمدن نوین اسلامی، احیاء امت واحده و دست یابی به سهمی مناسب در هندسه قدرت و نظام جهانی را آرمان مشترک همه ملل مسلمان دانسته و در این مسیر معتقد به سرنوشت مشترک و تفکیک ناپذیر مذاهب اسلامی بوده، و اتحاد مسلمانان را تنها راه صیانت از امت اسلام و دست یابی به آرمان مشترک آن تلقی می‌کند.
مجمع التقریب برای تحقق وحدت عملی مسلمانان، استفاده بهینه از ظرفیت مذاهب اسلامی، تعامل سازنده و تشریک مساعی ملل مسلمان در عرصه های فرهنگی، علمی، اقتصادی و سیاسی را سرلوحه کار خود قرارداده است و از طریق رصد تحولات تقریب، توسعهٔ دیپلماسی وحدت، گسترش ارتباط با متفکران، عالمان، نهادها و جریان‌های تقریب گرا و مصلح، تشکیل حلقه‌های گفتگوی بین مذاهب، توسعه جماعات تقریب، ایجاد ائتلاف‌ها و تشکل‌های مشترک، ایجاد رسانه های تقریبی عمل مشترک برای مسائل مشترک، و سایر اقدامات مؤثر و وحدت بخش، جهت تحقق این هدف، تلاش می‌کند.
مجمع التقریب، اعتصام به قرآن و سیره نبوی، تمرکز بر منافع و مصالح مشترک، اتکاء بر اشتراکات فراوان و پذیرش تفاوت‌های فی‌مابین مذاهب اسلامی را زمینه ساز تقریب می‌داند و برای تعامل پیروان بین مذاهب اسلامی، بدنبال ارتقاء شناخت و تفاهم، گسترش احترام به مذاهب، مدارا، اخوت، تعاون اسلامی و رفع موانع تقریب میان آنان است. مجمع التقریب در جهت توانمندسازی و همبستگی مسلمانان در حمایت از ملل مظلوم به ویژه مردم فلسطین و مقابله با توطئه‌های دشمنان، به ارتقاء خود باوری، بیداری و مقاومت اسلامی آنان، در مبارزه با استکبار، صهیونیزم، و جریان‌های تفرقه افکن، افراطی و تکفیری می پردازد.
مجمع التقریب به عنوان مهمترین نهاد تخصصی تقریب، رسالت الهی خود را بر پایهٔ آموزه‌های قرآن، سنت و عترت نبوی، تدابیر و اندیشه‌های عالمان، مصلحان و متفکران مسلمان و خرد جمعی اعضای مجمع عمومی و پایبندی به اصول اخلاق اسلامی انجام می دهد و در این مسیر از همکاری نهادها و مؤسسات تقریبی، حوزه‌های علمیه و دانشگاه‌های جهان اسلام، ظرفیت جماعات تقریب در کشورهای مختلف و پشتوانه ارزشمند چند دهه تجربه، اعتبار، و روابط گسترده و نزدیک با شخصیت‌های تقریبی، در دنیای اسلام برخوردار می‌باشد و به عنوان نهادی فراملی، دانش محور، آینده پرداز، هوشمند و خلاق با مدیریت علمی و تلاش مؤمنانه و صادقانهٔ مدیران و نیروی انسانی خوش فکر، کارآمد و مدبر، در پی انجام مأموریت محوله می‌باشد.

## رسالت مجمع
رسالت مجمع جهانی تقریب عبارت است از: «ارتقای سطح آشنایی و آگاهی و تعمیق و تفاهم بین پیروان مذاهب اسلامی و تقویت مذاهب اسلامی و تقویت احترام متقابل و تحکیم رشته‌های اخوت در بین مسلمانان بدون هیچ گونه تمایزی از لحاظ تعلقات فرقه ای، قومی یا ملی آنان به منظور رسیدن به امت واحده.»

## ارزش‌های بنیادین مجمع
- همکاری همه‌جانبه در موارد مورد اتفاق مسلمانان
- موضع‌گیری هماهنگ و واحد در برابر دشمنان اسلام
- پرهیز از نسبت‌دادن کفر، فسق و بدعت به یکدیگر
- برخورد محترمانه در امور اختلافی
- آزادی اختیار مذهب
- آزادی عمل به احکام شخصیه
- حل اختلافات از طریق گفتگوی سالم و رعایت آداب آن[۱۰]

## ارکان مجمع
1. مجمع عمومی
2. شورای عالی
3. دبیر کل

### مجمع عمومی
اعضای مجمع عمومی از میان کسانی که موافق فکر تقریب مذاهب اسلامی باشند توسط شورای عالی برای مدت شش سال انتخاب می‌شوند.
ماده دهم: اجلاس عادی مجمع عمومی هر دو سال یک بار خواهد بود. در صورت ضرورت، اجلاسیه‌های فوق العاده مجمع عمومی با تصویب شورای عالی تشکیل می‌شود.
اجلاس مجمع عمومی با حضور اکثریت کل اعضا رسمیت می یابد و اعتبار مصوبات با نظر اکثریت حاضر در اجلاس خواهد بود.
- وظایف و اختیارات مجمع عمومی عبارت است از:

1. تصویب آیین نامه داخلی مجمع عمومی.
2. بررسی و اظهار نظر در مورد گزارش دبیرکل از فعالیت‌های انجام شده.
3. بررسی و تصمیم‌گیری دربارة مسائل ارجاعی از طرف شورای عالی.
4. بررسی مسائل و مشکلات کلی جوامع اسلامی و ارائه راه حل ها.

### شورای عالی
الف) اعضای این شورا توسط سید علی خامنه‌ای برای مدت ۶ سال منصوب می‌شوند.
- دبیرکل، عضو شورای عالی خواهد بود.
- هر یک از اعضای شورا، عضو مجمع عمومی مجمع تقریب نیز هست.
- انتصاب مجدد اعضای شورای عالی بلا مانع است.

1. شورای عالی در برابر سید علی خامنه‌ای در حدود اختیارات و مسؤولیت‌های محوله، مسؤول و پاسخگوست.
2. تعداد اعضای شورای عالی حداقل ۱۵ نفر و حداکثر ۲۱ نفر است.
3. با تصویب اکثریت اعضای شورای عالی دو نفر از اعضا به عنوان رئیس و نایب رئیس به مدت دو سال انتخاب خواهند شد.
4. جلسات شورای عالی با حضور اکثریت اعضای موجود در ایران رسمیت پیدا می‌کند و مصوبات آنان با اکثریت حاضران معتبر است.
5. دعوت به جلسات به عهده دبیرکل است و در صورت لزوم، به درخواست رئیس یا یک سوم اعضای موجود در ایران جلسات تشکیل می‌شود و دعوت برای تشکیل هر یک از جلسات مجمع عمومی یا شورای عالی به وسیله نامه خصوصی یا درج در یکی از روزنامه‌های کثیرالانتشار به عمل می‌آید و فاصله دعوت از روز انتشار تا تشکیل جلسه، حداقل ۱۰ روز و حداکثر ۴۰ روز خواهد بود.
6. قبول استعفا، عزل یا جای گزینی هر یک از اعضای شورای عالی با سید علی خامنه‌ای است.

 ب) وظایف و اختیارات شورای عالی مجمع تقریب عبارت است از:
1. تصویب آیین نامة داخلی شورای عالی و آیین‌نامه‌های مجمع تقریب.
2. تصویب سیاست‌ها و برنامه‌های مجمع تقریب.
3. انتخاب سایر اعضای مجمع عمومی و انجام هرگونه تغییری در آنان.
4. پیشنهاد هرگونه تغییری در اساسنامة مجمع تقریب به ولی امر مسلمین.
5. پیشنهاد یک نفر به‌عنوان دبیرکل مجمع تقریب به ولی امر مسلمین جهت تصویب.
6. تصویب تأسیس مراکز، شعب و دفاتر نمایندگی مجمع تقریب در سراسر جهان.
7. تشکیل کمیته‌های تخصصی، عنداللزوم.
8. تصویب تشکیلات مجمع تقریب.
9. تصویب بودجه و هزینه‌های سالانة مجمع تقریب و پیشنهاد آن به دولت بر اساس نیاز مجمع.
10. اهتمام در تأمین نیازهای مالی مجمع تقریب.
11. نظارت بر حسن اجرای فعالیت‌های مجمع تقریب.
12. بازرسی از نحوة فعالیت‌های مجمع تقریب.
13. پیگیری اجرای مصوبات مجمع عمومی.
14. تصویب رؤسای شعب و نمایندگی‌های مجمع.

#### اعضای شورای عالی
| ردیف | نام و نام خانوادگی       | کشور            | سمت             | توضیحات                                                                          |
| ---- | ------------------------ | --------------- | --------------- | -------------------------------------------------------------------------------- |
| ۱    | محمد علی تسخیری          | ایران           | --              | دومین دبیرکل مجمع                                                                |
| ۲    | محمد واعظ زاده خراسانی   | ایران           | عضو             | اولین دبیرکل مجمع                                                                |
| ۳    | عبدالکریم بی آزار شیرازی | ایران           | عضو             | --                                                                               |
| ۴    | محمد اسحق مدنی           | ایران           | رئیس شورای عالی | --                                                                               |
| ۵    | سید حسن ربانی            | ایران           | عضو             | --                                                                               |
| ۶    | محسن اراکی               | ایران           | دبیرکل مجمع     | سومین دبیر کل مجمع                                                               |
| ۷    | محمود محمدی عراقی        | ایران           | بازرس           | --                                                                               |
| ۸    | محمد حسن اختری           | ایران           | عضو             | --                                                                               |
| ۹    | حسینی شاهرودی            | ایران           | عضو             | نمایندگی ولی فقیه در امور اهل سنت استان کردستان                                  |
| ۱۰   | عباسعلی سلیمانی          | ایران           | عضو             | نمایندگی ولی فقیه در امور اهل سنت استان سیستان و بلوچستان                        |
| ۱۱   | عبدالرحمن خدایی (شافعی)  | ایران           | عضو             | یکی از نمایندگان اهل سنت استان کردستان در مجلس خبرگان رهبری به انتخاب شورای عالی |
| ۱۲   | نذیر احمد سلامی          | ایران           | عضو             | یکی از نماینگان اهل سنت سیستان و بلوچستان در مجلس خبرگان به انتخاب شورای عالی    |
| ۱۳   | قمی                      | ایران           | عضو             | معاون بین‌الملل دفتر رهبر ایران                                                   |
| ۱۴   | ابوذر ابراهیمی ترکمان    | ایران           | عضو             | رئیس سازمان فرهنگ و ارتباطات اسلامی                                              |
| ۱۵   | سید علی قاضی عسگر        | ایران           | عضو             | --                                                                               |
| ۱۶   | عبدالرحمن ملازهی         | ایران           | عضو             | --                                                                               |
| ۱۷   | بوشهری                   | ایران           | عضو             | مدیر حوزه‌های علمیه                                                               |
| ۱۸   | سید موسی موسوی           | ایران           | عضو             | نماینده سابق رهبر در کردستان و قائم مقام مجمع تقریب مذاهب اسلامی                 |
| ۱۹   | ملا قادر قادری           | ایران           | عضو             | امام جمعه پاوه                                                                   |
| ۲۰   | سید ابراهیم فاضل حسینی   | ایران           | عضو             | مدیر مدرسه و امام جمعه اهل سنت مشهد                                              |
| ۲۱   | عبدالصمد دامنی           | ایران           | عضو             | امام جمعه ایرانشهر                                                               |
| ۲۲   | سیدمهدی قریشی            | ایران           | عضو             | امام جمعه ارومیه                                                                 |
| ۲۳   | جواد مروی                | ایران           | عضو             | --                                                                               |
| ۲۴   | سید عمار الحکیم          | عراق            | عضو             | --                                                                               |
| ۲۵   | مهدی الصمیدعی            | عراق            | عضو             | --                                                                               |
| ۲۶   | سید علی محمد النقوی      | هند             | عضو             | --                                                                               |
| ۲۷   | عقیل السراج              | اندونزی         | عضو             | --                                                                               |
| ۲۸   | جلال الدین رحمت          | اندونزی         | عضو             | --                                                                               |
| ۲۹   | احمد الزین               | لبنان           | عضو             | --                                                                               |
| ۳۰   | سید علی فضل الله         | لبنان           | عضو             | --                                                                               |
| ۳۱   | عبد الرزاق القسوم        | الجزایر         | عضو             | --                                                                               |
| ۳۲   | راویل عین الدین          | روسیه           | عضو             | --                                                                               |
| ۳۳   | سید عبد الله النظام      | سوریه           | عضو             | --                                                                               |
| ۳۴   | حسین المعتوق             | کویت            | عضو             | --                                                                               |
| ۳۵   | احمد بدر الدین الحسون    | سوریه           | عضو             | --                                                                               |
| ۳۶   | اصیل ترک                 | ترکیه           | عضو             | --                                                                               |
| ۳۷   | موسی ایدین               | ترکیه           | عضو             | --                                                                               |
| ۳۸   | عبد الغنی عاشور          | مصر             | عضو             | --                                                                               |
| ۳۹   | جعفر عبد السلام          | مصر             | عضو             | --                                                                               |
| ۴۰   | محمد سلیم العوا          | مصر             | عضو             | --                                                                               |
| ۴۱   | محمد مکرم احمد           | هند             | عضو             | --                                                                               |
| ۴۲   | علی دنیا                 | تانزانیا        | عضو             | --                                                                               |
| ۴۳   | یحیی حسين الدیلمی        | یمن             | عضو             | --                                                                               |
| ۴۴   | نعیم قاسم                | لبنان           | عضو             | --                                                                               |
| ۴۵   | محمد العاصی              | آمریکا          | عضو             | --                                                                               |
| ۴۶   | عبد الهادی آونگ          | مالزی           | عضو             | --                                                                               |
| ۴۷   | احمد بن حمد الخلیلی      | عمان            | عضو             | --                                                                               |
| ۴۸   | عبد الرحیم علی           | سودان           | عضو             | --                                                                               |
| ۴۹   | محمد آصف محسنی           | افغانستان       | عضو             | --                                                                               |
| ۵۰   | مصطفی سیریج              | بوسنی و هرزگوین | عضو             | --                                                                               |
| ۵۱   | حبیب الله حسام           | افغانستان       | عضو             | --                                                                               |
| ۵۲   | ابراهیم زاکزاکی          | نیجریه          | عضو             | --                                                                               |
| ۵۳   | شکر پاشازاده             | آذربایجان       | عضو             | --                                                                               |
| ۵۴   | حمده سعید                | تونس            | عضو             | --                                                                               |
| ۵۵   | سید ساجد نقوی            | پاکستان         | عضو             | --                                                                               |

### دبیرکل
دبیرکل مجمع، مسئول اجرایی و سخنگوی رسمی مجمع است که با پیشنهاد شورای عالی و حکم سید علی خامنه‌ای به مدت چهار سال انتخاب می‌شود.
انتخاب دبیرکل از میان شخصیت‌های علمی ممتاز و فعال در عرصه تقریب مذاهب صورت می‌گیرد. سید علی خامنه‌ای، محمد واعظ‌زاده خراسانی را به مدت ده سال به این سمت برگزید و پس از استعفای او، محمدعلی تسخیری را به عنوان دبیرکل مجمع منصوب و تا سال ۱۳۹۱ وی عهده‌دار این مسئولیت بود. از سال ۱۳۹۱ تا سال ۱۳۹۸ طی حکمی محسن اراکی دبیرکل مجمع بود و از سال ۱۳۹۸ تاکنون حمید شهریاری از جانب سید علی خامنه‌ای به سمت دبیرکل مجمع منصوب گردیده‌است.
وظایف و اختیارات دبیرکل عبارت است از:
1. پیشنهاد سیاست‌ها و برنامه‌های مجمع تقریب به شورای عالی.
2. مدیریت و نظارت بر کلیه فعالیت‌های اجرایی مجمع تقریب.
3. دعوت به جلسات شورای عالی و مجمع عمومی و سایر جلسات عمومی.
4. تهیه و تدوین گزارش فعالیت‌های انجام شده و ارائة آن به شورای عالی و مجمع عمومی جهت ارزیابی.
5. تشکیل کمیته‌های
6. معاونت امور فرهنگی و اجتماعی
7. معاونت امور ایران
8. معاونت امور اجرایی و برنامه‌ریزی
9. معاونت امور راهبردی، دولت و مجلس

## اتحادیه جهانی فعالان قرآنی
اتحادیه جهانی فعالان قرآنی، یکی از اتحادیه های مستقل در مجمع جهانی تقریب مذاهب اسلامی تحت نظر معاونت امور فرهنگی و اجتماعی است که درباره شبکه قرآنیان سراسر جهان و در راستای اهداف تقریبی، برنامه ریزی و اقدام می کند.

## برگزاری کنفرانس‌های بین‌المللی وحدت اسلامی
این مجمع هر ساله از دوازدهم تا هفدهم ماه ربیع‌الاول قمری  برگزار می‌شود. این هفته به پیشنهاد حسینعلی منتظری و موافقت و فرمان روح‌الله خمینی رهبر انقلاب اسلامی ایران به عنوان هفته وحدت اسلامی نام‌گذاری شده است.

## خبرها
مرتضی زید المحطوری استاد و محقق فقه زیدی و یکی از تشکیل دهندگان شورای مجمع تقریب مذاهب اسلامی در یمن و از علمای جنبش انصارالله در حمله داعش کشته‌شد.